# Eugenia variabilis
Eugenia variabilis là một loài thực vật có hoa trong Họ Đào kim nương. Loài này được Baill. mô tả khoa học đầu tiên năm 1876.